# 科隆音乐与舞蹈学院
科隆音乐与舞蹈学院（德語：Hochschule für Musik und Tanz Köln）位于德国科隆市，是欧洲最大的音乐院校。1987至2009年间校名为“科隆音乐学院”（Hochschule für Musik Köln）。

## 历史
科隆音乐学院始建于1850年，是德国第二古老的音乐学院，创始人是作曲家海因里希·多恩。刚开始时学生只有寥寥数人，费迪南·希勒接任后在市政府的支持下学校逐渐发展起来，到他1884因病离任时学校共计培养了包括作曲家恩格尔贝特·洪佩尔丁克在内的1382名毕业生。

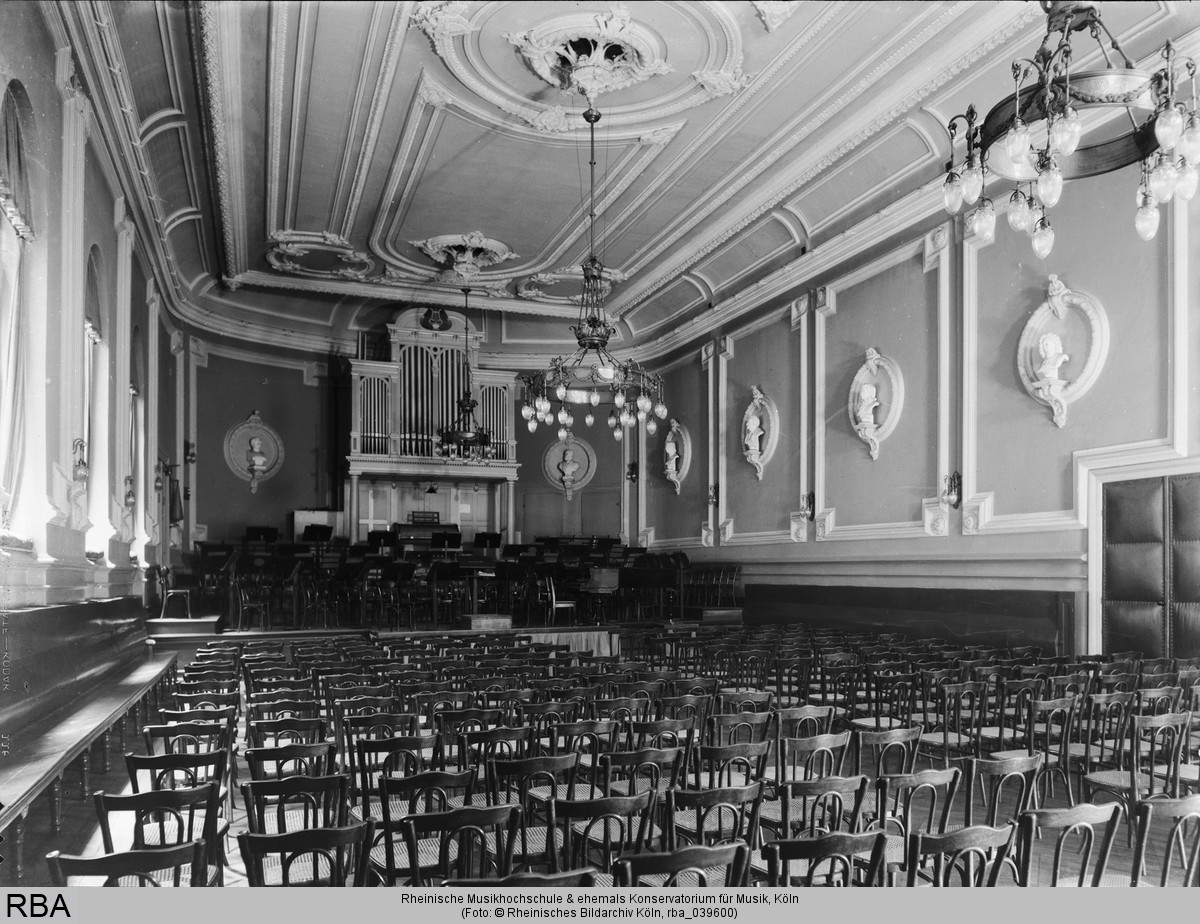
科隆音乐学院的音乐厅（1905年）

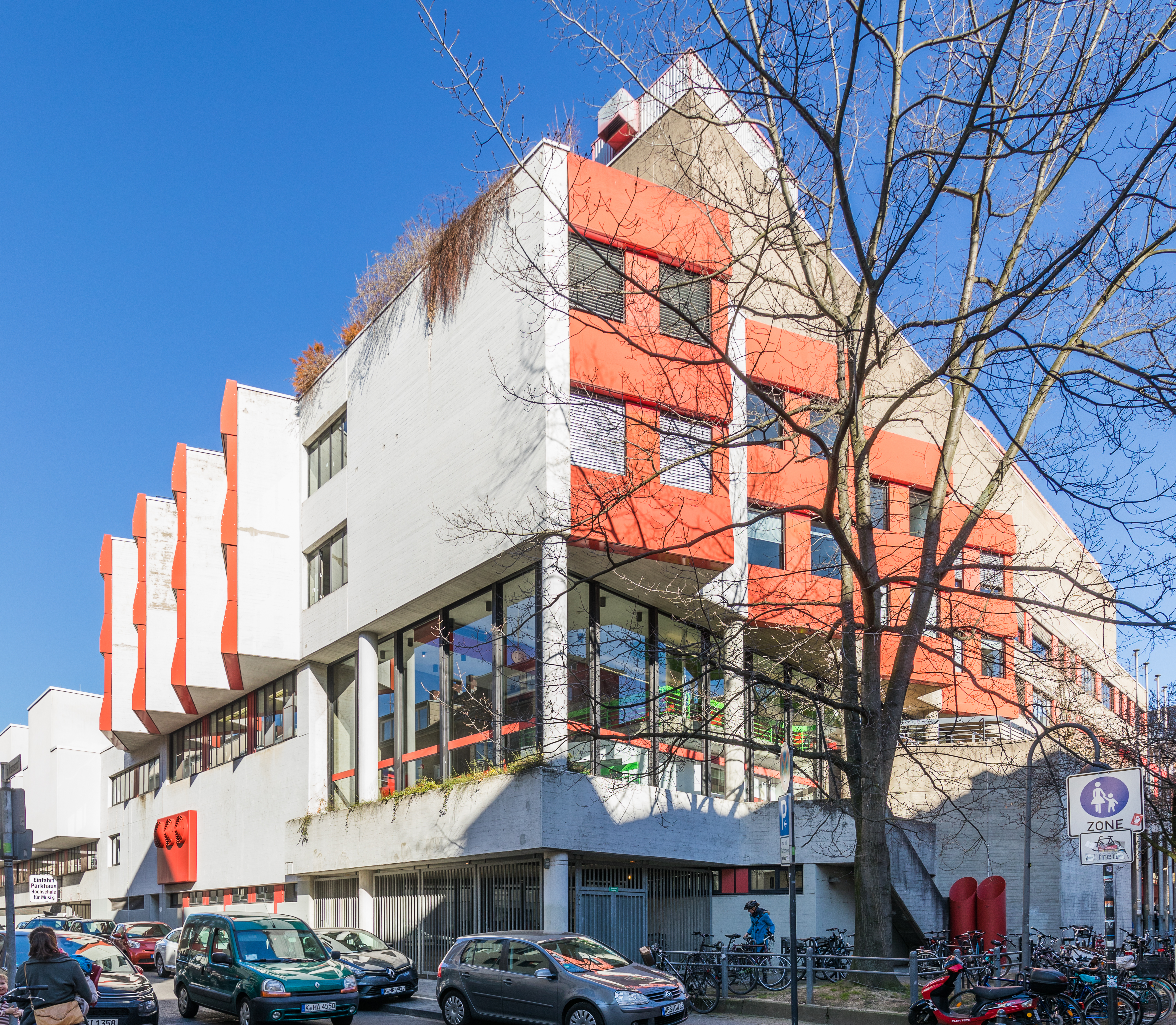
如今的科隆音乐学院主楼

1925年，学校引入了新的教学考试规章，成为德国第三所“国立音乐学院”（Staatliche Hochschule für Musik）。二战期间学校在艰苦条件下坚持办学，1945年后划归北威州管理。
1972年，学校与位于亚琛和伍珀塔尔的音乐学院合并，成立了“莱茵国立音乐学院”（Staatliche Hochschule für Musik Rheinland）。1987年学校更名为“科隆音乐学院”（Hochschule für Musik Köln）。至于现校名“科隆音乐与舞蹈学院”则由2009年开始使用。

## 学校结构
学校在科隆的本部开设六个院系，另外在亚琛和伍珀塔尔各有一个分部。2005年起，科隆本校开设了一个专门接收音乐天才的预科学校（Pre-College Cologne）。

## 知名校友和讲师
（按姓氏首字母排序）：
- 克里斯托弗·埃申巴赫
- 乔治·海杜
- 汉斯·维尔纳·亨策
- 恩格尔贝特·洪佩尔丁克
- 毛里西奥·卡赫尔
- 汉斯·克纳佩茨布施
- 弗朗克·马丁
- 卡尔·赖内克
- 海因里希·席夫
- 卡尔海因茨·施托克豪森
- 贝尔恩德·阿洛伊斯·齐默尔曼
- Dirk Peppel[7]